# Mia Ulin
Mia Maria Elisabeth Ulin, tidigare Maria Elisabeth Hansson, född 30 januari 1964 i Ängelholm i Kristianstads län, är en svensk kulturarbetare och entreprenör. 
År 2004 startade Ulin tillsammans med fyra kollegor föreningen Vasaborgen kultur och upplevelser i Bastion Gräsgård på Uppsala slott under varumärket Vasaborgen Uppsala slott museum. 2008 tog hon ensam över driften i museet.  Ulin har alltsedan starten varit operativt delaktig i den visningsverksamhet som bedrivs på Vasaborgen i olika gestaltningar av Slottsfrun Maria. Hon har även gestaltat Cecilia Vasa, som enligt sägnen är slottsspöke. Redan 2005 initierade Ulin vigslar i Vasaborgen. Under många år var hon engagerad i frågor om utveckling av Uppsala slott och Uppsala som besöksmål samt om företagsutveckling.
Ulin är operativ styrelseledamot i hållbarhetsnätverket Uppsala:2030 och har tidigare haft styrelseuppdrag i Destination Uppsala AB, Företagarna Uppsala, Uplands konstförening och Stiftelsen Österbybruks herrgård. Hon är även ledamot av Finska akademien;  hennes far kom till Sverige som finskt krigsbarn. Ulin har även varit deltagare i Vem Vet mest? på SVT den 27 januari 2017, i Postkodmiljonären på TV4 den 16 april och den 22 april 2022 samt i Bytt är bytt på TV4 den 17 april 2023.
Till yrket är Ulin skribent och kommunikatör. Hon har varit verksamhetschef för reseportalen UPPsala Experience, chefredaktör för insomnade turistmagasinet What’s On Uppsala samt delägare i reklambyrån Ulin&Lager.